# Gymnastiek op de Olympische Zomerspelen 2012 – sprong mannen
De sprong voor de mannen op de Olympische Zomerspelen 2012 in Londen vond plaats op 28 juli (kwalificatie) en op 6 augustus (finale). De Zuid-Koreaan Yang Hak-Seon won het onderdeel voor de Rus Denis Abljazin die het zilver pakte en de Oekraïner Igor Radivilov die het brons won.

## Format
Alle deelnemende turners moesten een kwalificatie-oefening turnen. De beste acht deelnemers gingen door naar de finale. Echter mochten er maximaal twee deelnemers per land in de finale komen. De scores van de kwalificatie werden bij de finale gewist, en alleen de scores die in de finale gehaald werden, telden voor de einduitslag.

## Uitslag

### Finale
- D-Score; de moeilijkheidsgraad van de oefening
- E-Score; de uitvoeringsscore van de oefening
- Straf; straffen die zijn gegeven door de jury
- Totaal; D-Score + E-Score - Straf geeft de totaalscore
- De einduitslag werd gebaseerd op een gemiddeld van de twee sprongen.

| Rang   | Naam            | Land |         | Sprong 1 | Sprong 1 | Sprong 1 | Sprong 1 |         | Sprong 2 | Sprong 2 | Sprong 2 | Sprong 2 |  | Totaal |
| Rang   | Naam            | Land | D-Score | E-Score  | Straf    | Totaal   | D-Score  | E-Score | Straf    | Totaal   |          |          |  | Totaal |
| ------ | --------------- | ---- | ------- | -------- | -------- | -------- | -------- | ------- | -------- | -------- | -------- | -------- |  | ------ |
| Goud   | Yang Hak-Seon   | KOR  |         | 7.400    | 9.066    |          | 16.466   |         | 7.000    | 9.600    |          | 16.600   |  | 16.533 |
| Zilver | Denis Abljazin  | RUS  | 7.000   | 9.433    |          | 16.433   | 7.200    | 9.166   |          | 16.366   | 16.399   |          |  |        |
| Brons  | Igor Radivilov  | UKR  | 7.000   | 9.400    |          | 16.400   | 7.000    | 9.233   |          | 16.233   | 16.316   |          |  |        |
| 4      | Tomás González  | CHI  | 7.000   | 9.400    |          | 16.400   | 6.600    | 9.366   |          | 15.966   | 16.183   |          |  |        |
| 5      | Samuel Mikulak  | USA  | 7.000   | 9.100    |          | 16.100   | 6.600    | 9.400   |          | 16.000   | 16.050   |          |  |        |
| 6      | Isaac Botella   | ESP  | 6.600   | 9.300    |          | 15.900   | 6.600    | 9.233   |          | 15.833   | 15.866   |          |  |        |
| 7      | Flavius Koczi   | ROU  | 7.000   | 9.200    | -0.100   | 16.100   | 6.200    | 9.066   | -0.100   | 15.166   | 15.633   |          |  |        |
| 8      | Kristian Thomas | GBR  | 7.000   | 9.366    |          | 16.366   | 6.600    | 8.200   |          | 14.800   | 15.533   |          |  |        |